# Librova vila
Librova vila je vlastní vila architekta Františka Alberta Libry, která stojí v Praze na Vinohradech v Kolonii Svobody v ulici Hradešínská.

## Historie
Jižní svah mezi Vinohrady a Vršovicemi vymezený ulicemi Hradešínská, Chorvatská a Na Šafránce získalo „Obecně prospěšné družstvo Svépomoc“ pro stavbu rodinných a nájemních domů ve Vršovicích. Zastavovací plán souboru 51 domů, nazvaného Kolonie Svobody, navrhl František Albert Libra (1891–1958); domy jsou charakteristické dobově oblíbenými prvky obloučkového dekorativismu.
Architekt si pro sebe vybral parcelu na rohu Hradešínské a Chorvatské ulice a dům navrhl v souladu s ostatními domy. Samostatně stojící rodinná vila se dvěma podlažími a s podkrovím má díky svahu navíc jedno podlaží vedoucí do zahrady. Dům má byt v 1. patře a podkroví, kanceláře jsou v suterénu. V obytném prostoru jsou společenské místnosti včetně pokoje zvaného hudební; Libra byl vynikající hráč na violoncello a v bytě se často pořádaly koncerty. Dalším pokojem je pracovna s velikou zasklenou knihovnou po celé délce stěny. Ložnice jsou umístěné v podkroví. Architektonický ateliér a kanceláře v suterénu jsou ve třech světlých místnostech, orientovaných do zahrady.
V 50. letech 20. století byl dům změněn na činžovní vilu. Rodina zde mohla zůstat, omezila však své bydlení do upraveného podkroví. V 90. letech 20. století byly jednotlivé byty prodány.